# William Barksdale

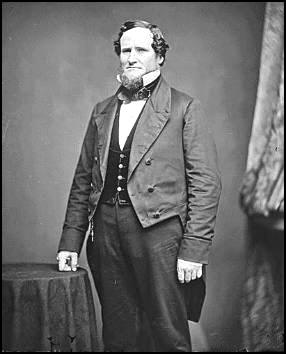
William Barksdale

William Barksdale (* 21. August 1821 in Smyrna, Rutherford County, Tennessee; † 3. Juli 1863 in Gettysburg, Pennsylvania) war ein Brigadegeneral der Konföderierten Staaten von Amerika im Sezessionskrieg.

## Leben
Barksdale zog als junger Mann nach Columbus, Mississippi. Hier ließ er sich als Anwalt nieder und wurde Mitglied der Demokraten. Nach dem mexikanischen Krieg verließ er die Armee im Rang eines Captain 1847 und wandte sich der Politik zu. Vom 4. März 1853 bis zu seinem Rücktritt am 12. Januar 1861 gehörte er dem Repräsentantenhaus der Vereinigten Staaten an. 1861 trat der Sklavenhalter Barksdale in die Armee der Konföderierten ein und wurde Colonel des 13. Mississippi-Regiments, mit dem er Richtung Osten beordert wurde, und kämpfte am 28. und 30. August 1862 bei der Zweiten Schlacht am Bull Run.
Entsprechend seinem Können als Kommandeur wurde er anschließend zum Brigadegeneral befördert. Nach der Verwundung von General Richard Griffith übernahm er auch das Kommando über dessen Truppen sowie zwei weitere Brigaden. 1863 bekam er den Auftrag, Marye's Heights nähe  Fredericksburg zu halten, damit sich General Robert Edward Lee auf die Schlacht bei Chancellorsville vorbereiten konnte, die am 2. und 5. Mai 1863 stattfand. In der Schlacht von Gettysburg vom 1. bis 3. Juli 1863 erreichte er mit seiner Mississippi-Brigade kurz nach Mitternacht des 2. Juli den Schlachtort. Beim Angriff des Korps von General Longstreet auf die linke Flanke der Unionstruppen durch den hart umkämpften "Peach Orchard" führte er seine Brigade gegen eine feindliche Artilleriestellung und wurde dabei neunmal getroffen und schwer verletzt. Bei einem Gegenangriff der Unionstruppen wichen die Konföderierten zurück und mussten dabei ihren tödlich verwundeten Kommandeur zurücklassen. Der Schwerverletzte wurde von Unionstruppen geborgen und ins Lazarett im Hummelbaugh-Haus gebracht, wo er am folgenden Tag seinen schweren Verletzungen erlag. Er ist auf dem Greenwood Cemetery, Jackson, Hinds County, Mississippi, USA, bestattet.
Im Film "Gettysburg" ist Barksdale beim Morning Briefing des Korps von Generalleutnant Longstreet am 2. Juli zu sehen.   
Sein jüngerer Bruder Ethelbert war von 1883 bis 1887 ebenfalls Kongressabgeordneter für Mississippi.